# Santa Clara de Saguier
Santa Clara de Saguier é uma comuna da província de Santa Fé, na Argentina.